# (33832) 2000 EE135
2000 EE135 (asteroide 33832) é um asteroide da cintura principal. Possui uma excentricidade de 0.19281140 e uma inclinação de 3.22833º.
Este asteroide foi descoberto no dia 11 de março de 2000 por LONEOS em Anderson Mesa.